# Merga costata
Merga costata is een hydroïdpoliep uit de familie Pandeidae. De poliep komt uit het geslacht Merga. Merga costata werd in 1980 voor het eerst wetenschappelijk beschreven door Bouillon. 